# Carl Friedrich Roewer
Carl Friedrich Roewer (ur. 1881 – zm. 1963) – niemiecki arachnolog specjalizujący się w zaleszczotkach.
Roewer urodził się 12 października 1881 w Neustrelitz w Meklemburgii. Ukończył studia na uniwersytecie w Jenie, gdzie studiował zoologię, botanikę, mineralogię, geologię i geografię, w 1906 uzyskując tytuł doktora i posadę starszego asystenta pod Ernstem Haeckelem w Instytucie Zoologii w Jenie. W ramach tej posady pracował jako biolog morski w stacji biologiczne Villafranca na Morzu Śródziemnym. Później, by być blisko ojca, przeniósł się do Hamburga, gdzie znalazł pracę w Muzeum Zoologicznym. Tam pracował pod arachnologiem Karlem Kraepelinem, dzięki czemu resztę swojego życia poświęcił badaniom pajęczaków. W 1924 dzięki swoim pracom o arachnologii został profesorem.
Jego główna praca poświęcona kosarzom świata, "Weberkneehte der Erde", została wydana w 1923, a później wyszło do niej 20 suplementów. W 1926 wziął udział w wyprawie speleologicznej na Kretę. W latach 1933–45 był dyrektorem w Übersee-Museum Bremen. Napisał wiele artykułów poświęconych solfugom, kosarzom, zaleszczotkom i spawękom z całego świata. Stworzył także dwutomowy katalog pająków świata. Jego zbiór liczył około 12 tys. próbówek.